# Nepenthes campanulata
Nepenthes campanulata är en tvåhjärtbladig växtart som beskrevs av Sh. Kurata. Nepenthes campanulata ingår i släktet Nepenthes och familjen Nepenthaceae. Inga underarter finns listade i Catalogue of Life.

## Bildgalleri

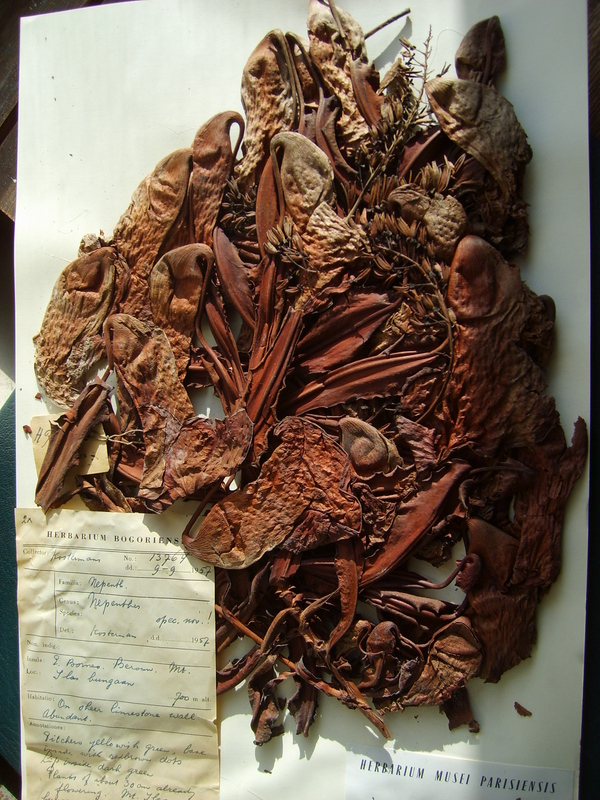
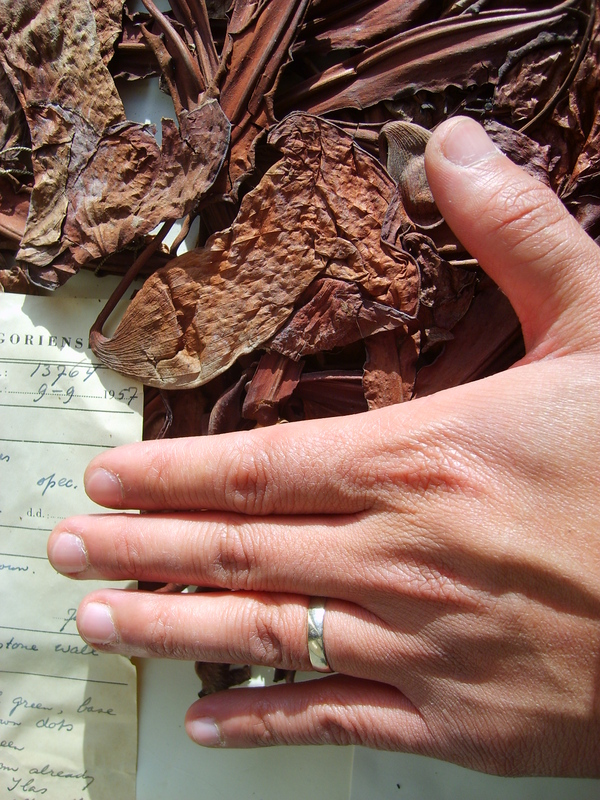
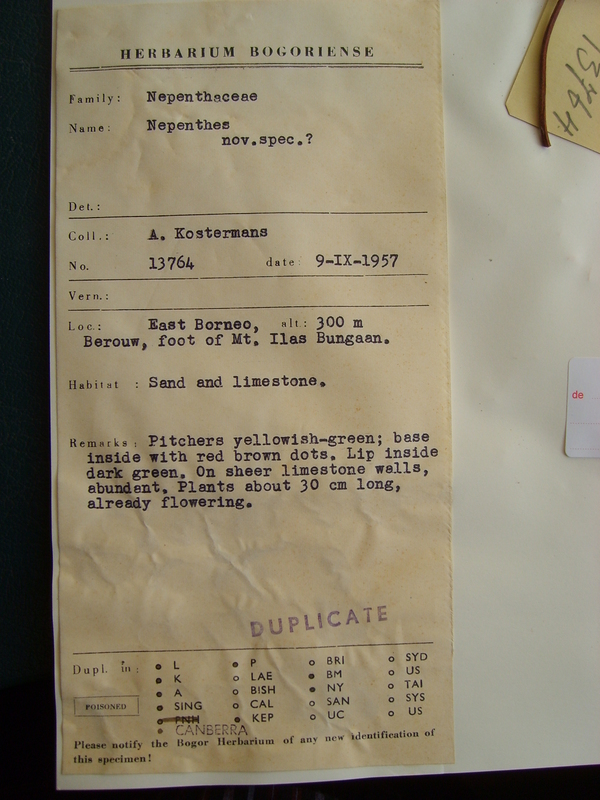
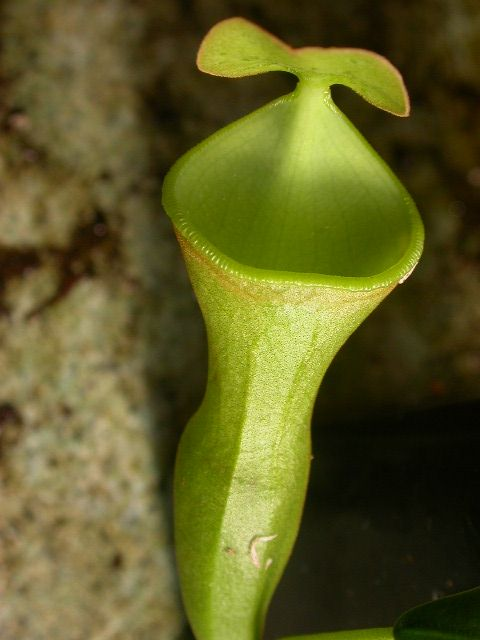